# 71-es busz (Balassagyarmat)
A balassagyarmati 71-es jelzésű autóbusz az Autóbusz-állomás és a Nyírjesi üdülő között közlekedett a 7-es busz betétjárataként szabad és munkaszüneti napokon napi egy indulással. A vonalat Balassagyarmat Város Önkormányzata megrendelésére a Nógrád Volán üzemeltette a 2013-as menetrend váltásig.

## Története
A busz OTP és Erdőgazdaság azonos útvonalon közlekedett a 7-es busszal, annyi eltéréssel, hogy kitérője volt a Vasútállomás és a Kábelgyár felé. A 2013-as menetrendváltással megszűnt ez a vonal, helyette módosított útvonalon az 5A busz közlekedett. Ez a busz ugyanúgy 13:10-kor indult au Autóbusz-állomásról, mint a 71-es, de ez nem tért be a Kábelgyárhoz. A 2015-ös menetrend megszüntette a Nyírjesbe közlekedő helyi járatokat, így az 5A-t is, helyüket a 3314-es helyközi busz vette át. Ennek a helyközi busznak a menetrendjében máig szerepel egy 13:10-es indulás az autóbusz-állomásról a Nyírjesbe, a megállóhelyei is megegyeznek a 2013 előtti 71-es buszéval, de ez már se a Kábelgyárhoz, se a Vasútállomáshoz nem tér ki.

## Útvonala
| Nyírjesi üdülő felé: |
| --- |
| Autóbusz-állomás – Mikszáth Kálmán út – Rákóczi fejedelem útja – Civitas Fortissima tér (2009 előtt Köztársaság tér) – Rákóczi fejedelem útja – Kóvári út – Ady Endre út – Hétvezér utca – Batthyány út – Horváth Endre utca – Mártírok útja – Fenyves út – Nyírjesi üdülő |

## Megállóhelyei
| 71 (Autóbusz-állomás – Nyírjesi üdülő) |                                                    |                                                     |                                                                                    |
| sz.                                    | Megállóhely                                        | Átszállási kapcsolatok                              | Átszállási kapcsolatok                                                             |
| sz.                                    | Megállóhely                                        | a járat indulásakor                                 | a járat megszűnésekor                                                              |
| 0                                      | Autóbusz-állomás                                   |                                                     | 1, 1A, 1B, 2C, 4, 5, 5A, 5C, 6, 6A, 8, 9A                                          |
| 1                                      | OTP (ma: Hunyadi utca)                             |                                                     | 1, 1B, 2, 2C, 4, 5, 5A, 5C, 6, 6A, 7, 7A, 7B, 8, 9, 9A                             |
| 2                                      | Polgármesteri hivatal (ma: Civitas Fortissima tér) |                                                     | 1, 1B, 3B, 4, 6, 6A, 7, 7B, 8, 9, 9A                                               |
| 3                                      | Vasútállomás                                       | Vác–Balassagyarmat Aszód–Balassagyarmat–Ipolytarnóc | 1, 2, 1B, 2C, 3, 3B, 3C, 8, 9A Vác–Balassagyarmat Aszód–Balassagyarmat–Ipolytarnóc |
| 4                                      | Malom                                              |                                                     | 3, 3C, 4, 6, 6A, 7, 7B, 8, 9, 9A                                                   |
| 5                                      | Vágóhíd (ma: Nagyliget)                            |                                                     | 3, 3C, 4, 9A                                                                       |
| 6                                      | Fémipari Vállalat                                  |                                                     | 3, 3C, 4, 9A                                                                       |
| 7                                      | Kábelgyár                                          |                                                     | 3, 3C, 4, 9A                                                                       |
| 8                                      | Fémipari Vállalat                                  |                                                     | 3, 3C, 4, 9A                                                                       |
| 9                                      | Vágóhíd (ma: Nagyliget)                            |                                                     | 3, 3C, 4, 9A                                                                       |
| 10                                     | Madách liget                                       |                                                     | 6, 6A, 7, 7B, 8, 9, 9A                                                             |
| 11                                     | Hétvezér utca 21. (ma: Kecskeliget)                |                                                     | 6, 6A, 7, 7B, 8, 9, 9A                                                             |
| 12                                     | Batthyány utca 9. (ma: Klapka György utca)         |                                                     | 6, 6A, 7, 7B, 8, 9, 9A                                                             |
| 13                                     | Batthyány utca 24. (ma: Vak Bottyán utca)          |                                                     | 6, 6A, 7, 7B, 8, 9, 9A                                                             |
| 14                                     | Ruhagyár (korábban: Salkon Rt.)                    |                                                     | 2, 2C, 3, 3C, 5, 5A, 5C, 6, 6A, 7, 7B, 8, 9, 9A                                    |
| 15                                     | Erdőgazdaság                                       |                                                     | 2, 2C, 3, 3C, 5, 5A, 6, 6A, 7, 7B, 8, 9, 9A                                        |
| 16                                     | Nyírjes, bejárati út                               |                                                     | 5, 5A                                                                              |
| 17                                     | Nyírjesi üdülő                                     |                                                     | 5, 5A                                                                              |